# Jan Erazim Vocel
Jan Křtitel Erazim Vocel (původním pravopisem Wocel) (23. srpna 1802 Kutná Hora – 16. září 1871 Praha) byl český romantický básník, dramatik, zakladatel české archeologie jako vědního odvětví, kulturní historik a národní buditel, během revolučního roku 1848 poslanec Říšského sněmu.

## Životopis
Byl synem pekaře. Původně se jmenoval Wotzel, ale jméno si jako student nechal změnit.
Po absolvování obecné školy v Kutné Hoře jej katecheta doporučil ke studiu v Praze do piaristického gymnázia v Panské ulici. Dále jeden rok studoval filozofii na pražské univerzitě a odešel na práva na Vídeňskou univerzitu. Tam se seznámil s Františkem Palackým, který se stal jeho celoživotním přítelem, stejně jako malíř Josef Vojtěch Hellich. Roku 1837 studoval soukromě malířství u Jakoba Beckera v Düsseldorfu.

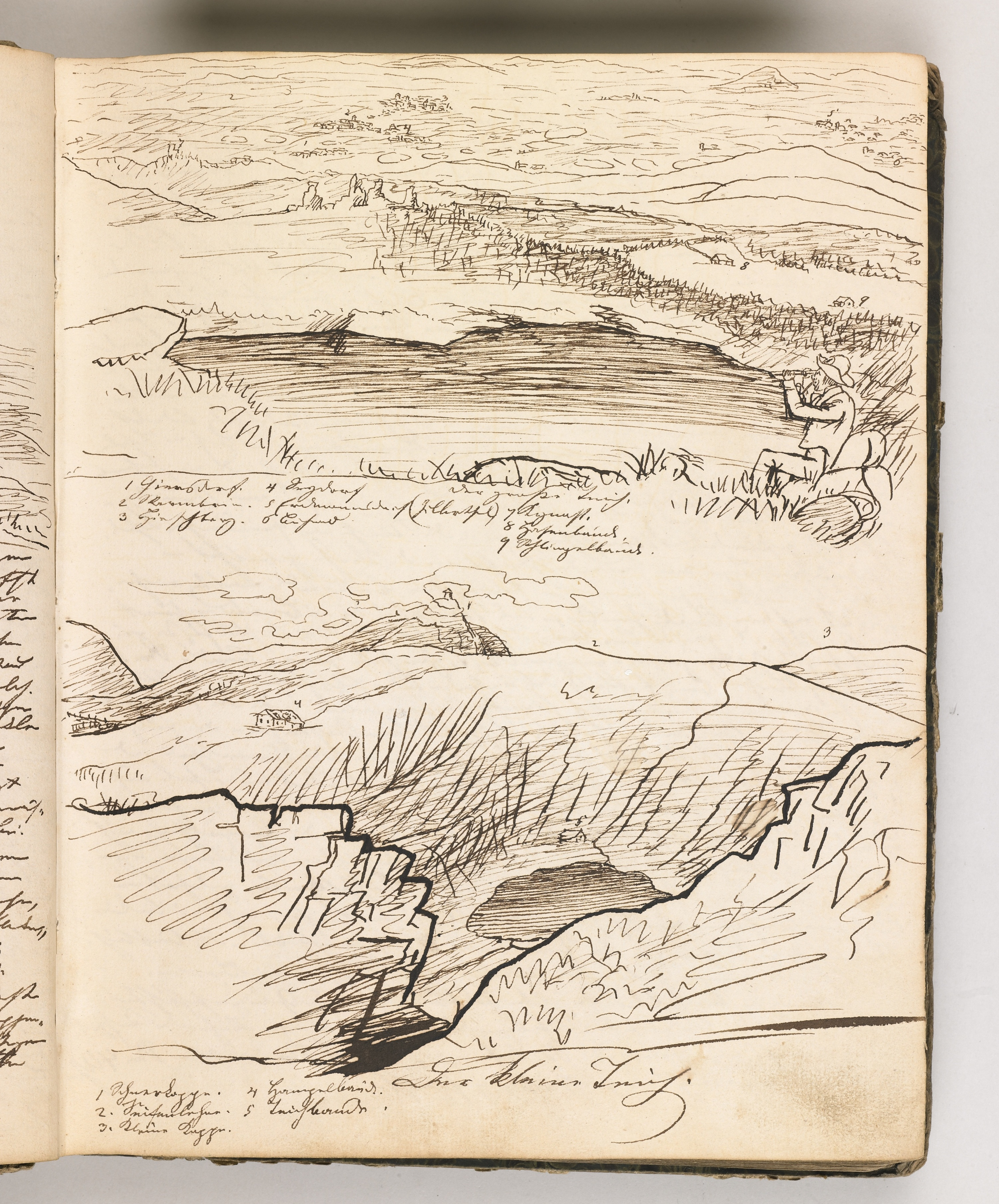
Zápisník Jana Erazima Vocela (1802–1871) se záznamy z roku 1841 a s kresbami z cesty do Krkonoš (SOkA Kutná Hora).

Jako chudý literát se musel živit vyučováním, zprvu učil češtinu hraběte Otakara Černína, dále dělal vychovatele ve šlechtických rodinách, nejprve u markýze Pallaviciniho, dále v rodině Leopolda Šternberka, knížete Salm-Salma a od roku 1839 nastoupil jako knihovník paláci hraběte Harracha, tam také vyučoval děti. To mu umožnilo hojně cestovat (Uhry, Benátky, Řím, Neapol, Solnohradsko, Holandsko, Belgie, Německo). Jeho zálibou bylo kreslení a malování památek a krajinomalba.
Po návratu do Prahy se stýkal s čelnými představiteli vlastenecké společnosti, spřátelil se s Josefem Jungmannem a dalšími obrozenci. Na pozvání Palackého a Jana Norberta Neuberka se stal roku 1843 prvním jednatelem Sboru archeologického musea českého a zároveň po Pavlu Josefu Šafaříkovi převzal redakci Časopisu českého muzea.
V roce 1848 vstoupil do řad pracovníků muzea jako kurátor, stal se setníkem gardy Svornost. Během revolučního roku 1848 se zapojil i do politického dění. Ve volbách roku 1848 byl zvolen na rakouský ústavodárný Říšský sněm. Zastupoval volební obvod Polička v Čechách. Uvádí se jako literát. Patřil ke sněmovní pravici. Na sněmu byl členem školského výboru. Po opětovném zavedení absolutismu zanechal politické i novinářské činnosti, přestal psát básně a malovat.
Historik Otto Urban řadí Vocela v této neoabsolutistické dekádě do skupiny konzervativních českých vlastenců, kteří pokračovali v rozvíjení národního svérázu, ovšem distancovali se od liberálního a demokratického odkazu roku 1848 a profilovali se důsledně loajálně k vládnímu zřízení.
V roce 1850 byl jmenován prvním českým mimořádným profesorem archeologie a dějin umění na Karlo-Ferdinandově univerzitě v Praze. Společně s Karlem Vladislavem Zapem založil roku 1854 časopis Památky archeologické a místopisné, který vychází dodnes. Jako první použil chemickou metodu při určování stáří bronzových předmětů.

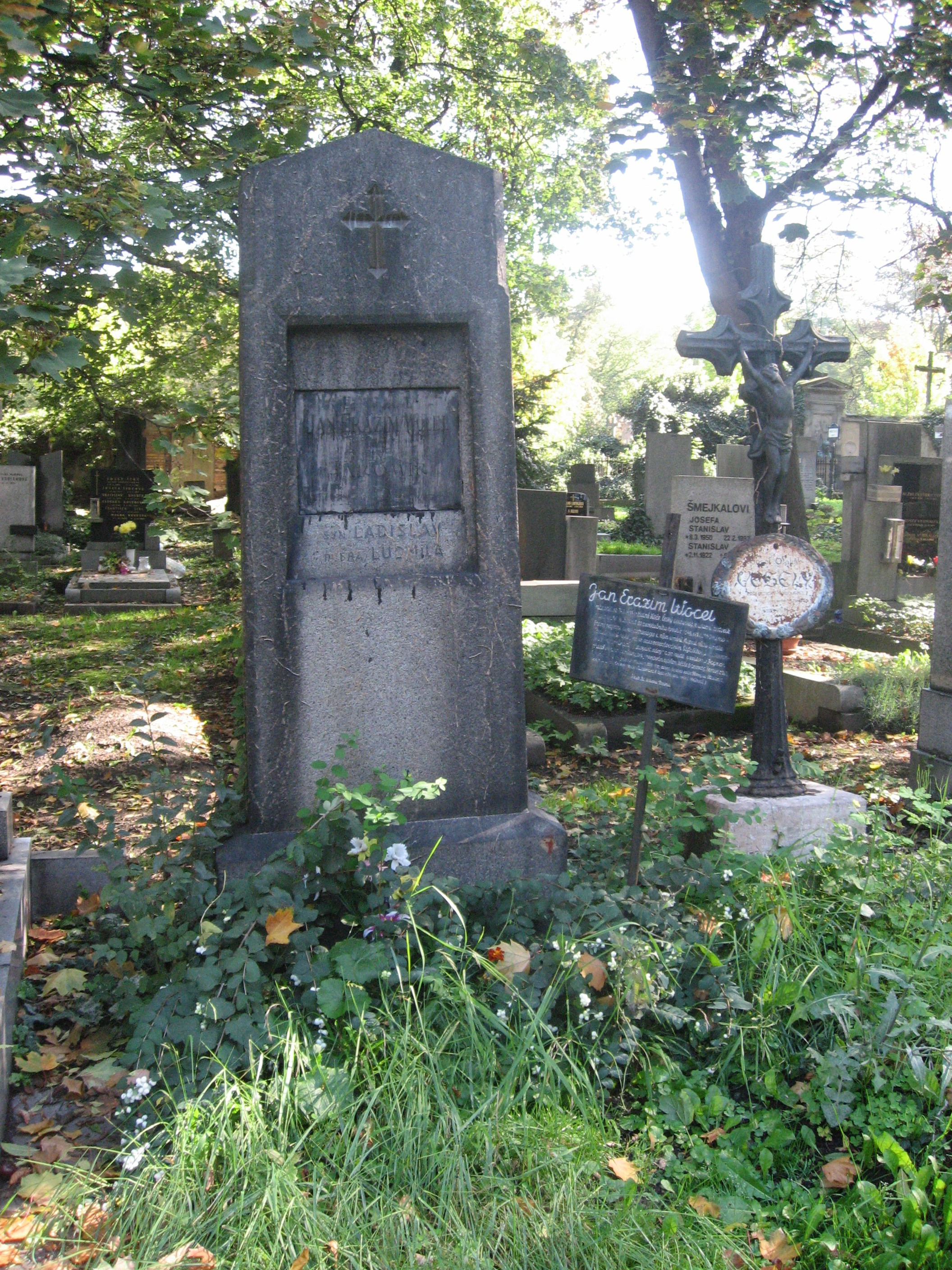
Hrob J. E. Vocela na Olšanských hřbitovech

Zasazoval se i o zrovnoprávnění češtiny s němčinou na vysokých školách. V českém i německém jazyce přednášel jako první v Čechách klasickou archeologii a dále estetiku, paleografii, historii právní, dějiny umění a numismatiku. Byl členem mnoha vědeckých ústavů (Krakov, Moskva, Kodaň, Petrohrad, Vídeň, Zábřeh, Štýrský Hradec, Leiden). Roku 1860 obdržel dánský řád Rytíř Danebrogu, roku 1869 titul dr. h.c. na univerzitě v Petrohradu.
Zemřel v Praze v roce 1871 na zápal plic ve věku 67 let, je pohřben na Olšanských hřbitovech.

## Rodina
Byl dvakrát ženat. Roku 1842 se oženil s mladou básnířkou Barborou Jaroslavou Štětkovou. Ta ale o tři roky později zemřela na tuberkulózu. Nedlouho potom zemřela i jejich dcera Růžena. V roce 1849 se oženil podruhé, s Matyldou Hovorkovou (*1818). Měli pět dětí, z nichž se dospělosti dožili Vojtěch (*1851), Ladislav (*1854) a Ludmila (*1860).

## Dílo

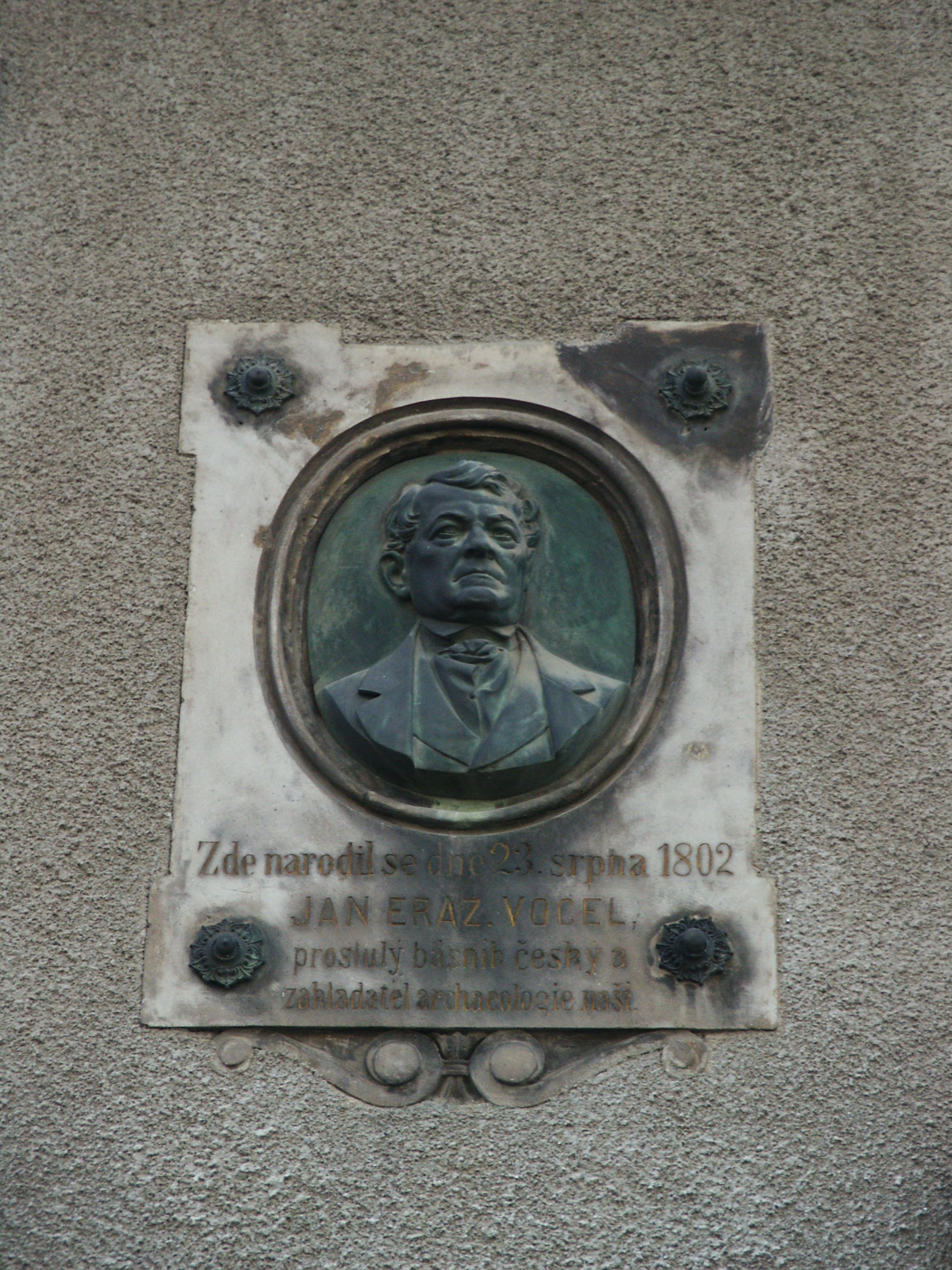
Pamětní deska v Kutné Hoře (Dům čp. 349, Vocelova 349/10)

Zprvu byl činný jako básník a prozaik, vydával řadu romantických básnických a historicko-beletristických děl, samostatně i ve sbornících, v němčině i češtině, např. v časopisu Bohemia, Květy, či ve sbornících Aurora, České besedy, Denice aneb Novoročenka, Horník, Libussa, Vesna či Perly české. Knižně publikoval zejména epickou beletrii (básnickou i prozaickou) s převážně historickými náměty z českých dějin:
- Přemyslovci, 1839, změněné vyd. 1863
- Poslední Orebita, 1843
- Meč a kalich, 1843
- Labyrint slávy, 1846

Psal také dramata, např. truchlohru Harfa, 1825.
Literatury a publicistiky po bouřlivém období let 1848-1849 zanechal, poté se věnoval takřka výhradně vědecké činnosti v oboru české archeologie a materiální kultury. Publikoval v časopisech Abhandlungen der königlichen Gesellschaft der Wissenchaften, Časopise Českého musea či v Památkách archeologických. Významné je jeho pojednání o památném Podmokelském pokladu či rozbor nástěnných maleb o legendě sv. Jiří na zámku v Jindřichově Hradci. Jeho dílo si získalo velký ohlas i v zahraničí. Věnoval se také vědecké ilustraci. Vrcholná díla z jeho jeho odborných publikací jsou:
- Grundzüge der böhmischen Altherthumskunde, Praha, 1845. Dostupné on-line.
- Pravěk země české 1–2, Praha,1866–1868. Dostupné on-line. Tímto dílem položil základy k vědecké archeologii u nás.

## Pozůstalost
Jeho pozůstalost je uložena ve sbírkách Státního okresního archivu v Kutné Hoře (Vocel Jan Erazim, osobní fond).

## Zajímavost
Jméno Jana Erazima Vocela bylo umístěno pod okny Národního muzea v Praze spolu s mnoha dalšími, viz dvaasedmdesát jmen české historie.